# Adonisea pyraloides
Adonisea pyraloides är en fjärilsart som beskrevs av John Kern Strecker 1899. Adonisea pyraloides ingår i släktet Adonisea och familjen nattflyn. Inga underarter finns listade i Catalogue of Life.